# 그래픽스 라이브러리
그래픽스 라이브러리(Graphics library) 또는 그래픽스 API는 모니터에 컴퓨터 그래픽스를 렌더링하는 데 도움을 주기 위해 설계된 컴퓨터 프로그램라이브러리이다. 이는 일반적으로 일반적인 렌더링 작업을 처리하는 기능의 최적화된 버전을 제공하는 것을 포함한다. 이는 임베디드 시스템에서 흔히 볼 수 있는 순전히 소프트웨어에서 CPU로 실행되거나, PC에서 흔히 볼 수 있는 GPU에 의해 하드웨어 가속될 수 있다. 이러한 함수들을 사용함으로써 프로그램은 모니터로 출력될 이미지를 조립할 수 있다. 이는 프로그래머가 이러한 함수를 생성하고 최적화하는 작업을 덜어주고 그래픽 프로그램을 구축하는 데 집중할 수 있도록 한다. 그래픽스 라이브러리는 주로 비디오 게임 및 시뮬레이션에 사용된다.
픽사 렌더맨과 같은 비디오 프로덕션 시스템과 관련하여 그래픽스 라이브러리를 사용하는 것은 여기에서 다루지 않는다.
| OS             | Vulkan                           | Direct X            | GNMX            | Metal                 |
| -------------- | -------------------------------- | ------------------- | --------------- | --------------------- |
| 윈도우 10      | 자유 소프트웨어, 엔비디아 및 AMD | 자유 소프트웨어, MS | 아니요          | 아니요                |
| 맥             | 자유 소프트웨어, MoltenVK        | 아니요              | 아니요          | 자유 소프트웨어, 애플 |
| 리눅스         | 자유 소프트웨어                  | 아니요              | 아니요          | 아니요                |
| 안드로이드     | 자유 소프트웨어                  | 아니요              | 아니요          | 아니요                |
| iOS            | 자유 소프트웨어, MoltenVK        | 아니요              | 아니요          | 자유 소프트웨어, 애플 |
| 타이젠         | 개발 중                          | 아니요              | 아니요          | 아니요                |
| 세일피쉬       | 개발 중                          | 아니요              | 아니요          | 아니요                |
| Xbox One       | 아니요                           | 자유 소프트웨어     | 아니요          | 아니요                |
| Orbis OS (PS4) | 아니요                           | 아니요              | 자유 소프트웨어 | 아니요                |
| 닌텐도 스위치  | 자유 소프트웨어                  | 아니요              | 아니요          | 아니요                |
| 하모니오스     | 자유 소프트웨어                  | 아니요              | 아니요          | 아니요                |
| OpenHarmony    | 자유 소프트웨어                  | 아니요              | 아니요          | 아니요                |

일부 API는 이름에 Graphics Library(GL)를 사용하며, 특히 OpenGL과 WebGL이 그렇다.

## 예시
- 알레그로
- ANGLE
- 카이로 (그래픽스)[1]
- DFPSR https://dawoodoz.com/dfpsr.html — GUI 도구 키트 및 소프트웨어 렌더러
- DirectX[2] — 마이크로소프트에서 제작한 라이브러리로, 윈도우 운영 체제 및 'Direct' Xbox에서 실행된다.
- 디스플레이 포스트스크립트
- emWin[3] — 임베디드 그래픽스 라이브러리
- FLTK[4] —  GUI 도구 키트 및 그래픽스 라이브러리
- GTK — GUI 도구 키트
- 메사 3D[5] — OpenGL 및 Vulkan을 구현하는 라이브러리
- 모바일 3D 그래픽스 API
- Qt[6] — 크로스 플랫폼 애플리케이션 프레임워크
- 쿼츠 (그래픽스 계층)
- SFML[7]
- SIGIL[8] — 사운드, 입력 및 그래픽스 통합 라이브러리
- 심플 다이렉트미디어 레이어 (SDL)[9]
- Skia Graphics Library[10]
- X 윈도 시스템

## 같이 보기
- 3D 그래픽스 라이브러리 목록
- 오픈 소스 코드 라이브러리 목록
- 안티그레인 지오메트리(Anti-Grain Geometry)
- 소프트웨어 개발 키트 (SDK)
- OpenGL ES
- 그래픽 위젯 툴킷 비트맵 디스플레이에 그려지는 그래픽 제어 요소